# Астафьев, Сергей Михайлович
Серге́й Миха́йлович Аста́фьев (род. 21 января 1975) — российский футболист, защитник.

## Карьера
Воспитанник ДЮСШ-2 «Смена» города Прохладный Кабардино-Балкарии. В 1994—2003 годах защищал цвета клуба «Кавказкабель», который выступал во Втором дивизионе. После того, как клуб лишился профессионального статуса, завершил карьеру. В первенстве и Кубке всего провёл 343 матча, забил 5 мячей, став по этому показателю рекордсменом команды.

## Достижения
- Бронзовый призёр зоны «Юг» Второго дивизиона: 1999